# دوغ‌آباد (بردسکن)
دوغ‌آباد نام روستایی از توابع بخش انابد شهرستان بردسکن در استان خراسان رضوی است. این روستا در دهستان صحرا قرار دارد و براساس سرشماری مرکز آمار ایران در سال ۱۳۸۵، جمعیت آن زیر سه خانوار بوده است.

## نامگذاری
در خصوص نحوه نامگذاری این روستا افسانه نقل شده است: «دغا»، دختر دقیانوس به بیمارس صعب‌العلاجی مبتلا می‌شود و پدرش در جستجوی طبیبی که بتواند مرض وی را شفا دهد، به سرزمین‌های زیادی سفر می‌کند ولی ناکام می‌ماند. سرانجام گذرش به این منطقه می‌افتد و از قضا حکیمی به مداوای دختر می‌پردازد و وی معالجه می‌شود. دحتر به پاس این نعمت، دغاآباد را بنا می‌کند که به مرور زمان به دوغ‌آباد تغییر نام می‌دهد.